# 2008년 체첸 지진
2008년 체첸 지진은 2008년 10월 11일 09시 06분 10초(UTC 기준), 러시아 체첸 공화국에서 40초간 일어난 규모 5.8의 지진이다. 이 지진 및 그 여진(餘震)으로 구데르메스(Gudermes), 샬린스키(Shalinsky), 쿠르찰로예프스키(Kurchaloyevsky)에서 3명의 어린이를 포함해 적어도 13명이 숨졌다. 지진은 인근 지역인 북카프카스, 아르메니아, 조지아에서도 감지되었다. 13명의 사망자 외에 116명이 부상당했다.

## 같이 보기
- 러시아의 지진 목록